# Ципкін Альтер Львович
Альтер Львович Ципкін (16 лютого 1891 — 5 березня 1985) — радянський учений-юрист, доктор юридичних наук, професор, адвокат, засновник кафедри Кримінально-процесуального права в Саратовському юридичному інституті ім. Д. І. Курського.

## Біографія
Альтер Львович Ципкін народився 16 лютого 1891 року в Полтаві в єврейській родині.
- 1922 рік — закінчив правовий факультет Харківського інституту народного господарства.
- 1922—1948 роки — працював адвокатом у Саратовській колегії адвокатів.
- 1931 рік — прийнятий викладачем у Саратовський юридичний інститут ім. Д. І. Курського.
- 1931—1980 роки — обіймав посади професора, завідувача кафедри кримінального процесу, професора-консультанта.
- 1938 рік — захистив кандидатську дисертацію на тему: «Судовий допит у радянському кримінальному процесі».
- 1939 рік — отримав вчене звання доцента.
- 13 травня 1955 року — захистив докторську дисертацію на тему: «Конституційне право на захист у радянському кримінальному процесі».
- 1956 рік — отримав вчене звання професора.

Під час кампанії «по боротьбі з космополітизмом» звинувачений керівництвом інституту в підігруванні перед «буржуазним заходом» за опублікування фундаментального дослідження «Адвокатська таємниця» в 1947 році.
Під його керівництвом захищено 12 кандидатських дисертацій і одна докторська.

## Нагороди
- Орден «Знак Пошани»;
- Медаль «За доблесну працю у Великій Вітчизняній війні 1941—1945 рр.»

## Праці
- Цыпкин А. Л. Адвокатская тайна. — Саратов : СГУ, 1947. — 40 с.
- Цыпкин А. Л. Судебное разбирательство в советском уголовном процессе. — Саратов : СГУ, 1962. — 72 с.
- Цыпкин А. Л. Право на защиту в советском уголовном процессе. — М. : Коммунист, 1959. — 336 с.
- Цыпкин А. Л. Право на защиту в кассационном и надзорном производстве и при исполнении приговора. — Саратов : Приволж. кн. изд-во, 1965. — 152 с.
- Цыпкин А. Л. Очерки советского уголовного судопроизводства. — Саратов : СГУ, 1975. — 118 с.
- Цыпкин А. Л., Познанский В. А., Акинча Н. А. Учебно-методическое пособие по советскому уголовному процессу. — Саратов : Саратовский юридический институт им. Д. И. Курского, 1968. — 184 с.
- Цыпкин А. Л.,Познанский В. А., Чеканов В. Я. Советский уголовный процесс: Вопросы Общей части. — Саратов : СГУ, 1986. — 192 с.
- Цыпкин А. Л. Вопросы теории и практики прокурорского надзора: межвузовский научный сборник. — Саратов : СГУ, 1974. — 182 с.
- Цыпкин А. Л., Познанский В. А., Акинча Н. А. Советский уголовный процесс: Часть общая: Учебное пособие. — Саратов : СГУ, 1968. — 157 с.